# Melanto
En la mitología griega, Melanto (en griego antiguo Μελάνθιος o Melanthios), hijo de Andropompo, fue el decimosexto rey legendario de Atenas.
Primero rey de Mesenia, fue echado de Pilos por los heráclidas Témeno y Cresfontes.
Se refugió entonces en Atenas, y junto con Janto de Beocia destronó al rey reinante, Timetes.
Fue el fundador de la dinastía melántida.
Melanto tuvo un hijo, Codro, que le sucedió.
| Predecesor: Timetes    | Reyes míticos de Atenas 1126/1125 a. C.-1089/8 a. C. | Sucesor: Codro      |
| Predecesor: Andropompo | Reyes de Mesenia                                     | Sucesor: Cresfontes |